# Metalec diska
Mironov Metalec diska (grško Δισκοβόλος, Diskobólos) je grški kip, ki je bil izdelan proti koncu strogega klasičnega obdobja, okoli 460–450 pr. n. št. Izvirni grški bronasti kip je izgubljen, vendar je delo znano po številnih rimskih kopijah v marmorju, kar je bilo cenejše, in bronu, prvi je bil odkrit v Palombari in odkritih je bilo tudi nekaj manjših različic v bronu.
Metalec diska je prikazan v trenutku, ko bo vrgel svoj disk: "s čisto inteligenco", je opazil Kenneth Clark v The Nude, "je Miron ustvaril vztrajnostni vzorec atletske energije. Prikazal je trenutek akcije, ki je tako minljiv, da študenti atletike še vedno razpravljajo, ali je to izvedljivo, in prikazal popolnost igralca". Trenutek, ki je ujet v kip, je zgled ritma, skladnosti in ravnovesja. Mirona pogosto opisujejo kot prvega kiparja, ki je obvladal ta slog. Metalec je gol, kot so bili vedno grški atleti. Njegova drža ni čisto prava pri metanju diska. Na njegovem  obrazu je zelo malo čustev in "sodobnemu očesu se zdi, da je Mironova želja po popolnosti povzročila preveč strogo zatiranje občutka napetosti v posameznih mišicah", ugotavlja Clark. Druga Mironova značilnost pri tem kipu je sorazmernost telesa.
Potencialna energija je izražena v tem, da je skulptura močno navita, izraža stres tik pred sprostitvijo in je zgled napredovanja klasične skulpture iz arhaične. Trup ne kaže mišične napetosti, čeprav so okončine iztegnjene.

## Ugled v antiki
Mironov Metalec diska je bil že dolgo znan iz opisov, kot je dialog v delu Lukijana iz Samozate Filozofi na dražbi:
"Ko si prišel v dvorano", je rekel, "ali nisi opazil krasnega kipa portretista Demetrija?" "Gotovo ne misliš metalca diska," sem rekel, "tistega, ki je v drži za met, glava je obrnjena k roki, ki drži disk, nasprotno koleno je rahlo upognjeno, je kot nekdo, ki se bo spet pognal po metu?"
"Ne tistega," je rekel, "ampak enega od Mironovih del, metalca diska, o katerem govoriš ..."
— Lucian iz Samosate, Philopseudes, ok. 18

### DiskobolosinDiskoforos
Pred odkritjem tega kipa je bil v 17. in 18. stoletju uporabljen izraz diskobolos za stoječe figure z diskom, diskoforos je umetnostni zgodovinar Ennio Quirino Visconti poenotil z diskobolosom Navkida iz Argosa, ki ga je omenil Plinij v svojem delu Naravoslovje (Haskell in Penny 1981: 200).

### Metalec diska iz PalombarealiLancellottijev
To je prva kopija te znane skulpture, ki je bila odkrita. Najdena je bila leta 1781. To je kopija Mironovega bronastega izvirnika iz 1. stoletja. Po odkritju rimske lastnine pri družini Massimo v vili Palombara na Esquilinskem griču, jo je obnovil Giuseppe Angelini; Massimo ga je najprej namestil v palači Massimo alle Colonne in nato v Lancellottijevi palači. Italijanski arheolog Giovanni Battista Visconti je skulpturo prepoznal kot kopijo Mironovega izvirnika. Bila je takoj znana, čeprav je Massimo ljubosumno varoval dostop do nje (Haskell in Penny 1981: 200).
Leta 1937 se je Adolf Hitler pogajal o nakupu, leta 1938 mu je uspelo. Za pet milijonov lir je kip prodal minister za zunanje zadeve Galeazzo Ciano kljub protestu Giuseppeja Bottaia, ministra za šolstvo in znanost. V München so ga odpeljali po železnici in razstavili v Gliptoteki; Vrnjen je bil leta 1948. Zdaj je v Narodnem muzeju v Rimu.

### Townleyjev metalec diska
Po odkritju metalca diska iz Palombare je bil v Hadrijanovi vili leta 1790 izkopan drug pomemben metalec diska, ki ga je na javni dražbi leta 1792 kupil angleški zgodovinar in prodajalec umetnin s sedežem v Rimu Thomas Jenkins (še enega, ki so ga našli v Tivoliju, hranijo Vatikanski muzeji). Angleški poznavalec Charles Townley je plačal Jenkinsu 400 funtov za kip, ki je prispel v poljavno Townleyjevo galerijo, ki je bila naročena v Park Street v Londonu leta 1794. Glava je bila napačno obnovljena, kot je kmalu poudaril Richard Payne Knight, vendar je bil Townley prepričan, da je bil njegov kip original in boljša kopija.
Julija 1805 ga je kupil Britanski muzej skupaj s preostalimi Townleyjevimi marmornimi kipi.

## Druge kopije
Druge rimske kopije v marmorju so bile obnovljene, torzi, ki so bili že znani v 17. stoletju, vendar so bili napačno obnovljeni in dokončani, so bili od takrat opredeljeni kot nadaljnje kopije po Mironovem modelu. V enem takem primeru je Pierre-Étienne Monnot v začetku 18. stoletja obnovil torzo, ki je zdaj priznan kot Mironov Metalec diska kot Ranjeni gladiator, ki se opira na roko, ko pada na tla; dokončano skulpturo je papež Klemen XII. poklonil leta 1734 muzejem Capitoline, kjer je še vedno.
Še en primer je bil odkrit leta 1906 v ruševinah rimske vile v Tor Paternu na nekdanjem kraljevem posestvu Castel Porziano, ki je zdaj shranjen v Narodnem rimskem muzeju.
V 19. stoletju so mavčne kopije našli v številnih velikih akademskih zbirkah, ki so zdaj večinoma razpršene.